# Anater
Anather (fl. XVII-XVI secolo a.C.) è stato un faraone inserito nella XVI dinastia egizia.

## Biografia
Come per tutti gli altri sovrani inseriti in questa dinastia l'unico supporto alla conferma della loro esistenza viene dai reperti archeologici, principalmente scarabei e sigilli a rullo.
Proprio la mancanza di qualsiasi citazione nelle principali liste reali impedisce ogni tentativo di ordinamento cronologico di questi sovrani che furono, con molta probabilità, governanti locali soggetti a relazioni di vassallaggio nei confronti dei regnanti della XV dinastia (grandi hyksos).
| S38 | X7 | N25 · N25 · N25 | D36 · n | X1 · O4 · r |

hq3 ḫ3 swt ˁnt hr - Heka kashut Anat-her

Capitano di un paese straniero, Anat è soddisfatta
Il nome è stato rinvenuto su uno scarabeo. Il nome, che non è inscritto nel cartiglio è preceduto dall'epiteto heka khasut (da cui il greco hyksos) e questo porta a ritenere che si potesse trattare di un principe di stirpe semita, forse proveniente da una delle città della Palestina meridionale.